# Silulu Aʻetonu
Silulu Aʻetonu (ur. 19 marca 1984 na Guam) – judoczka z Samoa Amerykańskiego. Wystąpiła na Letnich Igrzyskach Olimpijskich 2008 w Pekinie.

## Wyniki olimpijskie
| Igrzyska   | Konkurencja     | Etap    | Konkurent        | Wynik               |
| ---------- | --------------- | ------- | ---------------- | ------------------- |
| Pekin 2008 | do 63 kg kobiet | 1 runda | Anna von Harnier | porażka przez ippon |